# 全日本ジュニア柔道体重別選手権大会
全日本ジュニア柔道体重別選手権大会（ぜんにほん―じゅうどうたいじゅうべつせんしゅけんたいかい）は、全日本柔道連盟が主催する柔道大会である。毎年上尾市の埼玉県立武道館にて開催される大会で、19歳以下（当該年）を対象とする（女子は中学生以上）。

## 概要
大会は1970年に講道館にて「第1回全日本柔道ジュニア選手権大会」として開催。
1972年から全日本新人柔道体重別選手権大会に改称。この年は2回開催。この頃は東京以外でも開催された。
1992年からはジュニアオリンピックも兼ねて実施され、現大会名に改称。1998年からは時期を9月に移して女子も行われている。
JOCジュニアオリンピックカップは男女それぞれの最優秀選手に贈られる。
2020年の大会は、新型コロナウイルスの影響で予選が開催できないことから中止になった。

## 階級
男子
- 55kg級
- 60kg級
- 66kg級
- 73kg級
- 81kg級
- 90kg級
- 100kg級
- 100kg超級

女子
- 44kg級
- 48kg級
- 52kg級#
- 57kg級
- 63kg級
- 70kg級
- 78kg級
- 78kg超級

## 歴代JOC杯獲得者
| 年   | 男子 | 男子       | 女子 | 女子       |
| 年   | 回   | 獲得者     | 回   | 獲得者     |
| ---- | ---- | ---------- | ---- | ---------- |
| 1992 | 24   | 真喜志慶治 |      |            |
| 1993 | 25   | 浅見重紀   |      |            |
| 1994 | 26   | 小嶋新太   |      |            |
| 1995 | 27   | 窪田和則   |      |            |
| 1996 | 28   | 井上康生   |      |            |
| 1997 | 29   | 斎藤制剛   |      |            |
| 1998 | 30   | 棟田康幸   | 1    | 前田桂子   |
| 1999 | 31   | 高井洋平   | 2    | 根崎裕子   |
| 2000 | 32   |            | 3    |            |
| 2001 | 33   |            | 4    |            |
| 2002 | 34   |            | 5    |            |
| 2003 | 35   |            | 6    |            |
| 2004 | 36   |            | 7    |            |
| 2005 | 37   |            | 8    |            |
| 2006 | 38   |            | 9    |            |
| 2007 | 39   |            | 10   |            |
| 2008 | 40   | 吉田優也   | 11   | 山部佳苗   |
| 2009 | 41   | 西山大希   | 12   | 緒方亜香里 |